# Sad Satan
Sad Satan ist ein Computerspiel, das mit der Terror-Engine entwickelt wurde und über das der YouTube-Kanal Obscure Horror Corner erstmals am 25. Juni 2015 berichtete. Nach ersten Rezensionen wurde das Video des Kanals zu dem Spiel von einer Reihe englischsprachiger Publikationen und später international thematisiert. Der Schöpfer des Spiels war angeblich ein Mann aus Lubbock, Texas namens Gary Graves. Der derzeitige Aufenthaltsort von Obscure Horror Corner ist unbekannt.
In einem Interview mit Kotaku behauptete der Eigentümer des Kanals, das Spiel von einem versteckten Tor-Dienst heruntergeladen zu haben, nachdem er einen Hinweis von einem anonymen Abonnenten erhalten habe. Der Abonnent wiederum behauptete, den Link über ein Deep-Web-Internetforum gefunden zu haben, und zwar von einem Benutzer, der nur als "ZK" bekannt ist. Anfangs standen einige Anhänger dem Spiel skeptisch gegenüber, da sie befürchteten, es könnte Gore oder Kinderpornographie enthalten. Der Besitzer von "Obscure Horror Corner" teilte jedoch mit, dass das Spiel in seinen bisherigen Durchspielungen kein solches Material enthalten habe.
Im Anschluss an das Kotaku-Interview wurde auf der Website Reddit das Subreddit "/r/sadsatan" gebildet, um über das Spiel zu diskutieren, und es wurde schnell klar, dass die von Obscure Horror Corner bereitgestellte .onion-Adresse ungültige Zeichen enthielt. Drei Tage später erschien auf Kotaku ein weiteres Interview mit dem Besitzer von Obscure Horror Corner, in dem behauptet wurde, der Link sei absichtlich falsch angegeben worden, da das Spiel selbst in Wirklichkeit solches Bildmaterial enthielt und der Besitzer des Kanals Obscure Horror Corner nicht für die Verbreitung solchen Materials verantwortlich sein wollte. In einer Aktualisierung des Kotaku-Artikels erklärt Patricia Hernandez:
I should have presented the tale of its discovery with more skepticism. I apologize for that. While the original article admits that the game exists in a more mythical state than a tangible one, it could have gone farther to make clear what was concrete about Jamie's tale and what wasn't.
Ich hätte die Geschichte ihrer Entdeckung mit mehr Skepsis präsentieren sollen. Ich entschuldige mich dafür. Obwohl der ursprüngliche Artikel zugibt, dass das Spiel in einem eher mythischen als greifbaren Zustand existiert, hätte er weiter gehen können, um klarzustellen, was an Jamies Erzählung konkret war und was nicht.
Minuten vor dem Update wurde eine neue Version des Spiels auf 4chan von jemandem gepostet, der sich als ZK ausgab und behauptete, dass Obscure Horror Corner seinen Zuschauern nicht den "wahren" Sad Satan gezeigt habe. Mitglieder der 4chan-Community luden diese Version des Spiels herunter und versuchten, sie zu spielen. Einige Benutzer beschwerten sich darüber, dass ihre Computer anfingen, träge zu laufen, und einige wenige berichteten sogar, dass ihre Computer beim Versuch, das Spiel auszuführen, nicht mehr auf Eingaben reagierten. Einige wenige Benutzer berichteten sogar, dass sich ihr Computer nach dem Ausführen dieser Version des Spiels nicht mehr eingeschaltet habe. Ein Reddit-Benutzer versuchte, das Spiel von einem Live-USB statt von der Hauptfestplatte seines Computers aus zu spielen. Später, als dieser Benutzer versuchte, seinen Computer hochzufahren, sei dies nicht mehr möglich gewesen. Diese Version des Spiels, die von den meisten Mitgliedern der /r/sadsatan-Gemeinschaft als "Klon" bezeichnet wurde, enthielt Bilder von gewalttätiger Gore- und Kinderpornographie, von denen einige direkt vom Titelbildschirm aus zugänglich waren; dies führte dazu, dass eine andere Version des Spiels, bei der dieses Bildmaterial entfernt wurde (die oft als "saubere" Version bezeichnet wird), von den Redditoren erstellt und anschließend weiterverbreitet wurde.
Im Jahr 2017 wurde ein Mann aus Lubbock, Texas, namens Gary Graves wegen Besitzes von Kinderpornografie verhaftet. Er betrieb den YouTube-Kanal Scarebere, der ein Video mit dem Titel Sad Sad Sad Satan gepostet hatte. Der fragliche YouTube-Kanal lässt sich auf ein Reddit-Konto zurückverfolgen, das vier Tage, bevor der Beitrag mit dem Link zu dem "Klon" auf 4chan gepostet wurde, eingerichtet wurde. Das Reddit-Konto, das eingerichtet wurde, hieß ScarebereZK. Ein anderes Video, das auf dem Kanal gefunden wurde, zeigte ebenfalls einen Mann mittleren Alters, die Credits im Video identifizierten ihn als Gary Graves. Der Mann in dem Video ist identisch mit einem anderen Gary, der 2017 im Lubbock-Strafregister gefunden wurde; was einige zu der Annahme veranlasste, dass Gary tatsächlich der Schöpfer und das Plakat des "Klon"-Spiels sei.

## Inhalt
Das Originalspiel, das von Obscure Horror Corner gepostet wurde, zeigt einen Spaziergang durch monochromatische Korridore, während verschiedene Audio-Samples abgespielt und übereinander geloopt werden. Der Ton im Spiel lehnt sich stark an Aufnahmen von Interviews mit verschiedenen Mördern an, wie zum Beispiel Charles Manson. Das Spiel beruht auch stark auf verzerrten oder umgekehrten Audioaufnahmen solcher Interviews oder Musikclips, wie z. B. dem Lied I love Beijing Tiananmen, das zu Beginn gespielt wurde. Es sind auch verzerrte Tonaufnahmen vom polnischen Zahlensender G02 zu hören.
Während der Spieler seine Spielfigur durch die Gänge steuert, kann es vorkommen, dass Bilder intermittierend angezeigt werden, die den gesamten Bildschirm einnehmen und den Spieler daran hindern, weiter voranzukommen, bis diese einige Sekunden später automatisch geschlossen werden. Die meisten Bilder scheinen sich auf Kindesmissbrauch zu beziehen, insbesondere auf Personen, die im Zuge der Operation Yewtree angeklagt wurden, wie zum Beispiel Bilder von Jimmy Savile und Rolf Harris. Andere Bilder umfassen Personen, die wegen Mordes verurteilt oder angeklagt wurden, wie der japanische Kindermörder, Kannibale, Vergewaltiger und Nekrophile Tsutomu Miyazaki. Dazu gehören auch Fotos von Statuen von Justitia und politischen Persönlichkeiten wie der ehemaligen britischen Premierministerin Margaret Thatcher. Es werden auch Bilder von Unfallopfern und Mordopfern gezeigt, darunter die Nachwirkungen des Aufpralls einer Person auf einen Lastwagen und einer Enthauptung. Darüber hinaus enthält mindestens eine Version des Spiels ein Bild im Zusammenhang mit dem Fall von Corinne Danielle Motley, einer Frau aus Florida, die wegen der Herstellung von Kinderpornografie verhaftet wurde, wobei das Bild ein Screencap aus einem Video ist, das zu ihrer Verhaftung führte.
Diese bestimmte Version enthielt auch einen Virus, der eine Vielzahl negativer Auswirkungen verursachte, von der Verlangsamung des infizierten Computers bis hin zum permanenten Herunterfahren, sobald die ausführbare Datei ausgeführt wurde. Die einzigen anderen „Charaktere“ im Spiel sind Kinder, die einfach nur an einem Ort stehen und nicht mit dem Spieler interagieren. Im letzten Video, das von Obscure Horror Corner gepostet wurde, beginnt eines dieser Kinder, dem Spieler zu folgen und verursacht „Kontaktschäden“. Da der Spieler weder über Mittel zur Selbstverteidigung noch über die Fähigkeit verfügt, Schäden zu heilen, stirbt der Spieler unweigerlich an diesem Punkt des Spiels.